# Sauveterre (Tarn)
 Sauveterre  es una población y comuna francesa, ubicada en la región de Mediodía-Pirineos, departamento de Tarn, en el distrito de Castres y cantón de Saint-Amans-Soult.

## Demografía
| 163 | 166 | 153 | 148 | 152 | 154 |
| Para los censos de 1962 a 1999 la población legal corresponde a la población sin duplicidades (Fuente: INSEE [Consultar]) |     |     |     |     |     |